# Minaria monocoronata
Minaria monocoronata là một loài thực vật có hoa trong họ La bố ma. Loài này được (Rapini) T.U.P.Konno & Rapini mô tả khoa học đầu tiên năm 2006.